# Pembina Pipeline
Pembina Pipeline Corporation — канадская энергетическая компания, управляющая сетью трубопроводов и предприятий, обслуживающих добычу нефти, газа и битуминозных песков в канадской провинции Альберта.
В списке крупнейших компаний мира Forbes Global 2000 за 2022 год заняла 970-е место (1631-е по размеру выручки, 1088-е по чистой прибыли, 1302-е по активам и 823-е по рыночной капитализации).

## История
Компания была основана в 1954 году и названа по месторождению Пембина, открытому годом ранее (оно, в свою очередь, названо по реке Пембина). В 1991 и 1996 годах приобрела две другие трубопроводные компании, а в 1997 году разместила свои акции на фондовой бирже Торонто. В 2000 году компания удвоила свой размер, купив у Imperial Oil дочернюю трубопроводную компанию Federated Pipe Lines Ltd.
В 2012 году за 3,1 млрд долларов была куплена канадская компания Provident Energy. В 2017 году за 9,7 млрд долларов была куплена ещё одна трубопроводная канадская компания Veresen. В 2019 году за 4,35 млрд долларов у Kinder Morgan была куплена её канадская дочерняя компания.

## Деятельность
Основные подразделения по состоянию на 2021 год:
- Трубопроводы — нефте- и газопроводы, газохранилища, железнодорожные терминалы.
- Газ — предприятия по сбору и переработке природного газа и по производству сжиженного газа.
- Маркетинг — торговля углеводородами.